# Смрт на сахрани
Смрт на сахрани (енгл. Death at a Funeral) је црнохуморна филмска комедија из 2007. године у режији Френка Оза, а по сценарију Дина Крејга. Главне улоге играју: Јуен Бремнер, Питер Динклиџ, Метју Макфедјен, Крис Маршал, Алан Тјудик, Руперт Грејвс и многи други.
Филм се фокусира на породицу која покушава да реши разне проблеме, док присуствује сахрани главе породице.

## Радња
Радња се одвија у Енглеској у кући Данијела и његове супруге Џејн, где живе са његовим родитељима. Прича почиње на дан сахране Данијеловог оца, а у процесу организовања догађаја, Данијел и његова супруга причају о својим плановима да купе стан и иселе се из родитељске куће. Из Њујорка стиже Данијелов брат Роберт, познати писац који живи у луксузном пентхаусу и последњим новцем је купио карту за пословну класу, уместо да плати део очеве сахране. Приликом доласка гостију слуша комплименте на свој рачун и свима поручује да ће жалосни говор одржати не он, већ његов брат.
Данијелова рођака Марта и њен вереник Сајмон покушавају да оставе добар утисак на њеног оца Виктора, који никако не одобрава избор њихове ћерке. Док је покупила свог брата Троја, студента фармакологије, Марта је на његовом столу пронашла бочицу валијума и дала је Сајмону као седатив. Али испоставило се да није у питању валијум, већ халуциногене пилуле које њен брат прави и продаје, а Симон почиње да осећа њихов ефекат на себи на путу до сахране.
На сахрани Данијел упознаје непознатог патуљка по имену Питер, који заиста жели да разговара са њим насамо, али Данијел још нема времена за то.
Служба почиње, али Симону се учини да се неко креће у ковчегу и случајно преврне ковчег са покојником. Током хаоса који је уследио, Марта извлачи Симона напоље, где налете на њеног оца, који јој забрањује да се уда за Симона. Марта и Трој говоре Сајмону шта му се дешава, а он се, узнемирен, затвара у купатило на другом спрату. Марта покушава да натера Сајмона да изађе, али Џастин, са којим је једном провела ноћ, јој прилази и покушава да је покупи. Марта му каже да јој је жао због онога што се догодило, али је Џастин пољуби, а то види голи Сајмон са балкона. После тога, Сајмон се пење на кров и прети да ће скочити одатле, али Марта га прати до крова и каже да је трудна и да ће се сигурно венчати.
У међувремену, Питер успева да се нађе насамо са Данијелом, где показује фотографије које потврђују љубавну везу између Питера и Данијеловог оца, и тражи 15.000 фунти за ћутање, пошто се не помиње у наследству. Роберт и Данијел везују патуљка и дају му истих 5 таблета Валиума, које су заправо халуциногени. Док су браћа одсутна због наставка церемоније, Трој и породични пријатељ Хауард остају да чувају Питера. Њих двојицу одвлачи пажњу њихов инвалидни ујка Алфи у тоалету, а Питер, дрогиран, почиње да скаче на кауч и удара главом о сто док пада. Данијел и Роберт, који су пришли, нису могли да осете његов пулс и, мислећи да је већ мртав, одлучили су да његово тело ставе у ковчег са оцем. И успели су, јер су сви били заузети ходањем голи по Симоновом крову.
Током Даниловог опроштајног говора изненада се зачуло куцање из ковчега и Петар је, још жив, испао одатле. Док су га одвлачили, из џепа су му испале инкриминишуће фотографије да их сви виде.
Након што је церемонија завршена, Роберт је рекао Данијелу да је позвао његову мајку да живи са њим у Њујорку како би Данијел и Џејн коначно купили стан и живели одвојено. Џејн им прилази и каже да је оставила ујака Алфија да преноћи, док је ходао и рекао свима да је видео мртвог човека, и дала му таблете валијума да га смири. Филм се завршава сценом у којој Алфијев ујак ноћу седи гол на крову и диви се „како је све зелено“.